# Ліонель Кокс
Ліонель Кокс  (фр. Lionel Cox, 11 липня 1981) — бельгійський стрілець, олімпійський медаліст.

## Виступи на Олімпіадах
| Олімпіада   | Дисципліна                              | Місце |
| ----------- | --------------------------------------- | ----- |
| Лондон 2012 | дрібнокаліберна гвинтівка, 50 м, лежачи | 2     |

## Зовнішні посилання
- Досьє на sport.references.com [Архівовано 13 грудня 2012 у Wayback Machine.]